# アントニー・ビーヴァー

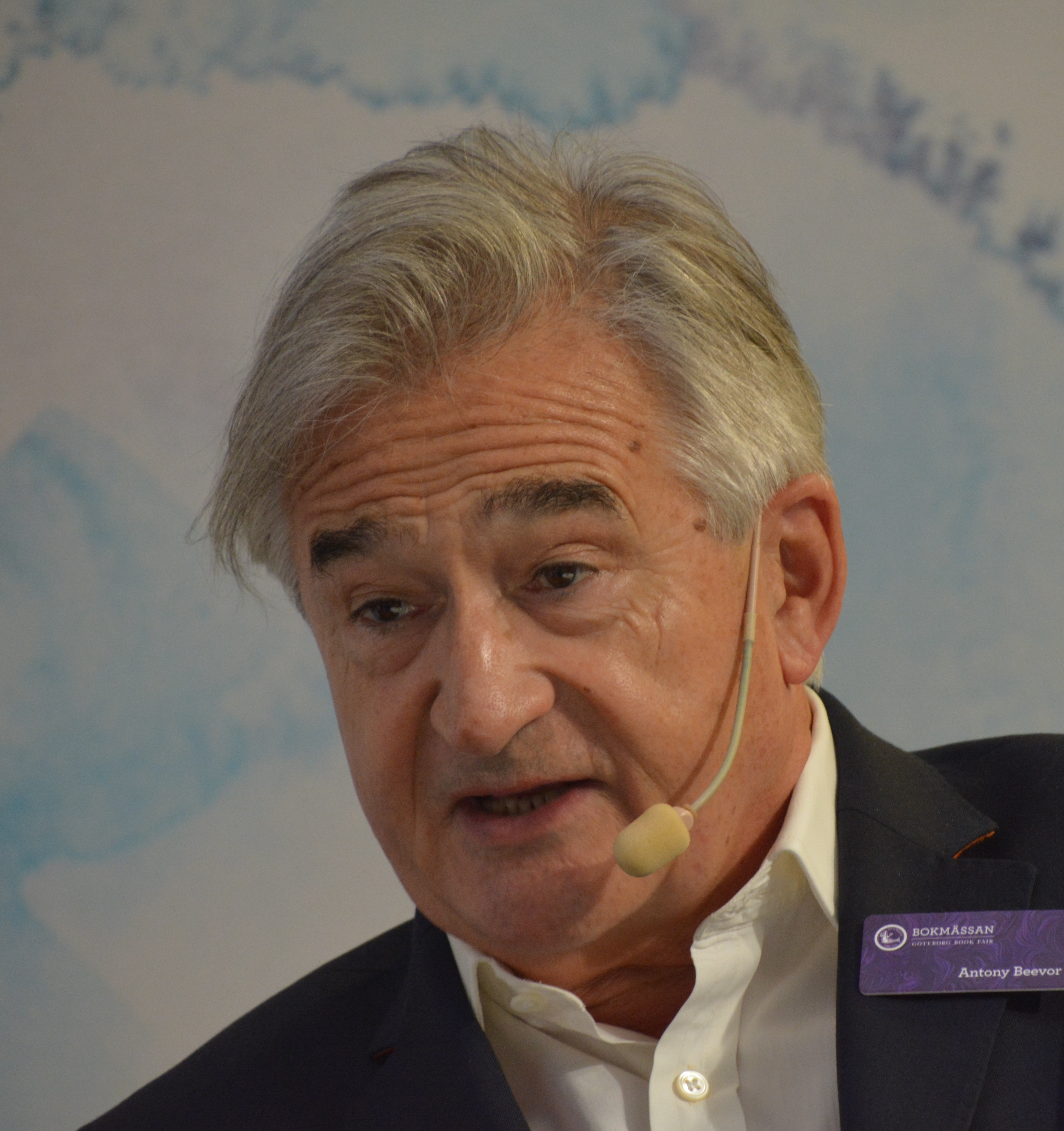
サー・アントニー・ジェイムズ・ビーヴァー。2015年

アントニー・ビーヴァー（Antony James Beevor、1946年12月14日 - ）は、イギリスの歴史作家。
ロンドン大学バークベック校客員教授。現代史、とくに第二次世界大戦の著作で知られる。王立文学協会会員。

## 生い立ち・学歴・軍歴
ケンジントンに生まれ、ウスターシャーのアバリー・ホール・スクールとハンプシャーのウィンチェスター・カレッジで教育を受けた。
その後、サンドハースト王立陸軍士官学校で学び、軍事史家のジョン・キーガンに師事した。1967年7月28日付けでイギリス陸軍第11軽騎兵連隊に所属、イギリスとドイツで勤務し、1969年1月28日付けで中尉に昇進したが、1970年8月5日付けで軍を退役、著述活動に専念する。 

## 著書
- The Spanish Civil War、Orbis Publishing、1982

『スペイン内戦 1936-1939』（上・下）、根岸隆夫訳、みすず書房、2011年、ISBN 9784622075875（上）/ ISBN 9784622075882（下）
- Crete: The Battle and the Resistance、John Murray、1991、ISBN 978-0719548574.
- Stalingrad、Viking、1998

『スターリングラード - 運命の攻囲戦 1942-1943』、堀たほ子訳
朝日新聞社、2002年、ISBN 9784022576828／朝日文庫、2005年。ISBN 9784022614773
- The fall of Berlin 1945、Viking、2002、ISBN 9780670030415

『ベルリン陥落 1945』、川上洸訳、白水社、2004年、新版2017年、ISBN 9784560095720
- The mystery of Olga Chekhova、Penguin、2005、ISBN 9780670033409

『ヒトラーが寵愛した銀幕の女王――寒い国から来た女優オリガ・チェーホワ』、山崎博康訳、白水社、2013年、ISBN 9784560082812
- D-day: the battle for Normandy、Viking、2009、ISBN 9780670021192

『ノルマンディー上陸作戦 1944』（上・下）、平賀秀明訳、白水社、2011年、ISBN 9784560081549（上）/ ISBN 9784560081556（下）
- The Second World War、Little、Brown and Co、2012、ISBN 9780316023740

『第二次世界大戦 1939-45』（上・下）、平賀秀明訳、白水社、2015年、ISBN 9784560084359（上）/ ISBN 9784560084373（下）
- Ardennes 1944: The Battle of The Bulge, Viking, 2015, ISBN 9780670025312.
- Arnhem: The Battle for the Bridges, 1944, Viking, 2018, ISBN 978-0670918669.
- Russia: Revolution and Civil War 1917-1921, Weidenfeld & Nicolson, 2022, ISBN 9781474610148.

『革命と内戦のロシア 1917-21』（上・下）、染谷徹訳、白水社、2025年、ISBN 978-4560091630（上）/ ISBN 978-4560091647（下）

### 共編著
共著
- Paris after the liberation, 1944-1949、with Artemis Cooper、Doubleday、1994、ISBN 9780385471954

『パリ解放 1944-49』アーテミス・クーパーと、北代美和子訳、白水社、2012年、ISBN 978-4560082287
編著
- A writer at war: Vasily Grossman with the Red Army 1941-1945、edited and translated with Luba Vinogradova、Harvill Press、2005年、ISBN 9781843430551

『赤軍記者グロースマン - 独ソ戦取材ノート 1941-45』リューバ・ヴィノグラードヴァ共編
川上洸訳、白水社、2007年、新版2024年。ISBN 978-4560091180
- 『ベルリン終戦日記 - ある女性の記録』- 序文執筆
山本浩司訳、白水社、2008年、新版2017年。ISBN 978-4560095508